# Luca Rizzo
Luca Rizzo (Genua, 24 april 1992) is een Italiaans voetballer die als middenvelder speelt. Hij verruilde Sampdoria in juli 2016 voor Bologna, dat hem in het voorgaande seizoen al huurde.

## Clubcarrière
Rizzo komt uit de jeugdopleiding van Sampdoria. Hij bracht drie jaar op uitleenbasis door in de Lega Pro Prima Divisione bij Pergocrema, Foligno en Pisa. Tijdens het seizoen 2013/14 werd de middenvelder uitgeleend aan Modena, waar hij drie doelpunten maakte in 36 wedstrijden in de Serie B. In 2014 keerde Rizzo terug bij Sampdoria. Op 21 september 2014 debuteerde hij in de Serie A in het uitduel tegen US Sassuolo. Rizzo viel na 68 minuten in voor Roberto Soriano en kon zijn team niet verder helpen dan een 0-0 gelijkspel.